# Platycercus icterotis
Platycercus icterotis là một loài chim trong họ Psittacidae.